# Raymond Valenet
Raymond Valenet, né le 6 août 1912 à Paris et décédé le 21 septembre 1978 à Eaubonne, est un homme politique français.

## Biographie
Résistant, il est capturé en 1944, en même temps qu'une douzaine d'autres combattants, dont Yves Goussard. Il est alors déporté au camp de torture de Neue Bremm, puis au camp de concentration d'Oranienbourg-Sachsenhausen et, enfin, à Bergen-Belsen. Il est libéré en mai 1945.
Il est député UNR de la 11e circonscription de Seine-et-Oise, succédant à Pierre Picard, de 1962 à 1967 puis député UDR de la 9e circonscription de la Seine-Saint-Denis, de 1967 à 1978, année où il est battu par la communiste Marie-Thérèse Goutmann.
Il est par ailleurs conseiller général du canton du Raincy (Seine-et-Oise) de 1961 à 1967 puis de Gagny (Seine-Saint-Denis) de 1967 à son décès en 1978 ainsi que maire de Gagny de mars 1959 à mars 1977, réélu à deux reprises dès le premier tour.
Défait par la gauche aux élections municipales de 1977, son fils Jean Valenet (1937-2024) reprend la mairie de Gagny en 1983 et est maire jusqu'en 1995.

## Distinctions
- Chevalier de la Légion d'honneur
- Croix de guerre 1939–1945
- Croix du combattant volontaire de la Résistance
- Médaille des mutilés
- Médaille des déportés